# Wirkeisen

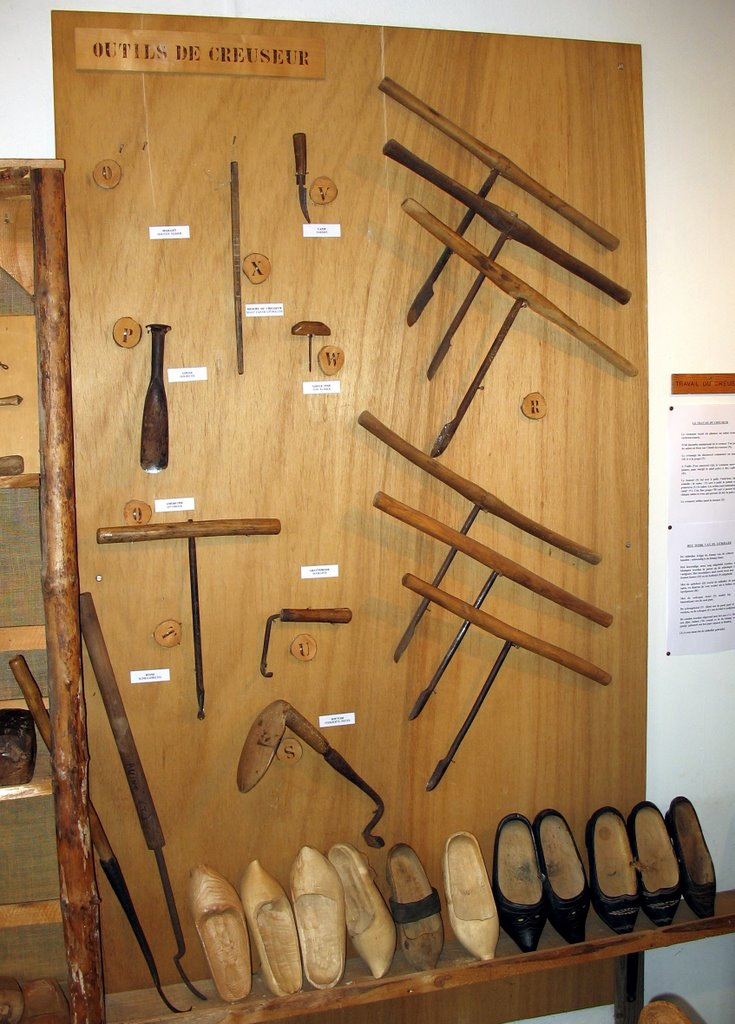
Werkzeuge des Hufschmieds. Das mit „S“ bezeichnete Werkzeug ist das Wirkeisen

Das Wirkeisen oder Wirkmesser ist ein Werkzeug der Hufschmiede. Mit diesem Handwerkzeug wird der Huf eines Pferdes vor dem Beschlagen ausgewirkt oder ausgeschnitten. Der schneidende Teil daran hat die Gestalt einer kleinen Schaufel. Das Eisen ist etwa 30 Zentimeter lang und wiegt um 500 Gramm. Die Scheidenbreite beträgt rund 4–5 Zentimeter.
Im Französischen heißt das Werkzeug Butte oder Boutoir. Als Wappenfigur ist es nur in der französischen Heraldik anzutreffen. Durch die Seltenheit im Wappenschild hat die Wappenfigur keine besondere heraldische Ausprägung erfahren. Im Wappen der französischen Familie Butet sind als redendes Wappen in Silber drei blaue Wirkeisen.

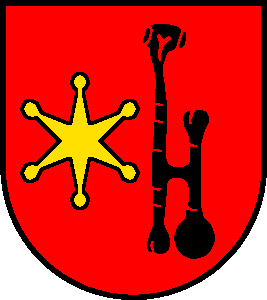
Hubersdorf

Wappenbeschreibung für das 1941 eingeführte Wappen der Gemeinde Hubersdorf: In Rot, rechts sechsstrahliger Kugelstern, links aufrecht stehendes schwarzes Stoss-Hufmesser (Wirkeisen oder Boutoir).